# خالد الشمری
خالد الشمری (عربی: خالد الشمري؛ زادهٔ ۲ ژانویهٔ ۱۹۷۷) بازیکن فوتبال اهل کویت بود.
از باشگاه‌هایی که در آن بازی کرده‌است می‌توان به باشگاه ورزشی کاظمه کویت و باشگاه ورزشی الکویت اشاره کرد.
وی همچنین در تیم ملی فوتبال کویت بازی کرده‌است.